# Zatrachys
Zatrachys – wymarły rodzaj temnospondyla pochodzącego z wczesnego permu z Teksasu.